# Anna Harrison
Anna Tuthill Symmes Harrison  (25 juli 1775 - 25 februari 1864) was de echtgenote van Amerikaans president William Henry Harrison en de first lady van het land gedurende één maand in 1841. Ze is ook de grootmoeder van latere president Benjamin Harrison.
Ze werd in 1775 geboren als de dochter van rechter John Cleves Symmes en zijn vrouw Anna Tuthill. Toen haar moeder een jaar later overleed, vermomde vader John zich als Britse soldaat om Anna zo naar haar grootouders in Long Island te brengen die voor haar zorgden voor de rest van de oorlog.
Op dertienjarige leeftijd ging ze met haar vader en stiefmoeder naar de wildernis van Ohio, ondanks de gevaren van de indianen en ze vestigden zich in North Bend. Enkele jaren later ontmoette ze William Harrison die als militair gevestigd was in Fort Washington nabij Cincinnati. Het jonge koppel trouwde op 25 november 1795. Hoewel William van een van de beste families van Virginia kwam, was Anna's vader gekant tegen het huwelijk maar gaf uiteindelijk zijn zegen toen hij zag hoe gelukkig ze was. Het paar bleef allesbehalve kinderloos en kreeg zes zonen en vier dochters: Elizabeth (1795), John Cleves (1798), Lucy (1800), William Henry, Jr. (1802), John Scott (1804), Benjamin (1806), Mary (1809), Carter (1811), Anna (1813) en James (die als kind stierf).
Harrison won faam door te vechten als een held tegen indianen en in de oorlog van 1812. In 1840 won Harrison met grote voorsprong de verkiezingen maar daar was Anna niet zo blij mee, ze wilde dat haar man met rust gelaten werd nu hij op pensioen was.
In 1841 werd ze ziek en daardoor kon ze de inauguratie van haar man niet bijwonen. De nieuwe president vroeg aan zijn schoondochter, Jane Irwin Harrison, de weduwe van zijn zoon en naamgenoot, om hem te vergezellen en als gastvrouw op te treden tot Anna naar Washington zou afzakken in mei. Vele andere familieleden gingen ook naar de hoofdstad. Het was erg koud op de inauguratie, op 4 maart. De president gaf een toespraak van twee uur, de langste in de geschiedenis van een inauguratie en door het koude weer werd hij verkouden en kreeg hij een longontsteking.
Eén maand later overleed de president. Anna was zich aan het klaarmaken om te verhuizen naar het Witte Huis toen ze het overlijden van haar man vernam. Anna bleef in North Bend wonen, bij haar zoon John Scott Harrison en hielp mee met de opvoeding van zijn kinderen, waaronder Benjamin die later nog president werd.
Ze overleed op 88-jarige leeftijd in 1864. Op dat moment was ze de oudste first lady uit de geschiedenis. De eerste die ouder werd, was Edith Wilson (1872-1961).
Martha Washington ·
Abigail Adams ·
Martha Jefferson Randolph ·
Dolley Madison ·
Elizabeth Kortright Monroe ·
Louisa Adams ·
Emily Donelson ·
Sarah Yorke Jackson ·
Angelica Van Buren ·
Anna Harrison ·
Letitia Tyler ·
Priscilla Tyler ·
Julia Tyler ·
Sarah Polk ·
Margaret Taylor ·
Abigail Fillmore ·
Jane Pierce ·
Harriet Lane ·
Mary Lincoln ·
Eliza Johnson ·
Julia Grant ·
Lucy Hayes ·
Lucretia Garfield ·
Mary McElroy ·
Rose Cleveland ·
Frances Cleveland ·
Caroline Harrison ·
Mary Harrison McKee ·
Ida McKinley ·
Edith Roosevelt ·
Helen Taft ·
Ellen Wilson ·
Edith Wilson ·
Florence Harding ·
Grace Coolidge ·
Lou Hoover ·
Eleanor Roosevelt ·
Bess Truman ·
Mamie Eisenhower ·
Jacqueline Kennedy ·
Lady Bird Johnson ·
Pat Nixon ·
Betty Ford ·
Rosalynn Carter ·
Nancy Reagan ·
Barbara Bush ·
Hillary Clinton ·
Laura Bush ·
Michelle Obama ·
Melania Trump ·
Jill Biden ·
Melania Trump
- Library of Congress Control Number: no2001083434
- SNAC: w6z89r51
- Virtual International Authority File: 21799253
- WorldCat: E39PBJxhgWKF4f6jCqRhTQyGHC